# Verfassung der Republik Aserbaidschan
Die Verfassung Aserbaidschans (aserbaidschanisch Azərbaycan konstitusiyası) ist die „höchste rechtliche Kraft“ der Republik Aserbaidschan. 
Sie wurde nach einem Referendum am 12. November 1995 angenommen und trat am 23. November 1995 in Kraft. Sie definiert Aserbaidschan als “demokratische Republik” mit Präsidialsystem und enthält Kapitel über “das Prinzip der Gewaltenteilung als Grundsatz für den Staatsaufbau”. Mit den Grundrechte für nur aserbaidschanische Bürger besitzt sie einen Menschenrechtskatalog.
Die Exklave Nachitschewan verfügt als Autonome Republik über eine eigene Verfassung.

## Merkmale
Nach Form und Inhalt stellt das Dokument die schriftlich niedergelegte Verfassung eines demokratischen, laizistischen Staates mit einheitsstaatlicher Regierungsform dar, in dem sich die Aserbaidschanische Republik zum Prinzip der Gewaltenteilung als Grundsatz für den Staatsaufbau bekennt, deren Staatsmacht aus Legislative, Exekutive und Judikative besteht. 
Die Verfassung genießt oberste Rechtskraft und darf nur mittels Referendum angenommen oder geändert werden. Keine Rechtsvorschrift darf im Widerspruch zu ihr stehen. Mit dem Inkrafttreten auch ihrer Änderungen und Ergänzungen müssen alle bislang geltenden Rechtsvorschriften mit dem Verfassungsinhalt in Einklang gebracht und etwaige Rechtsvorschriften aufgehoben werden, die mit ihr im Widerspruch stehen.
Der Präsident der Aserbaidschanischen Republik als Staatsoberhaupt wird als Garant der Verfassung betrachtet. Die Pflicht zur Wahrung und Einhaltung der Verfassung ist ein Teil seines Verfassungseides.

## Aufbau und Inhalt
Die Verfassung besteht aus der Präambel und 156 Artikeln, die in 5 Abschnitte und 12 Kapitel gegliedert sind.
Aufgrund ihrer Leitbildfunktion nimmt die Verfassung eine besondere Stelle unter den Rechtsquellen des Landes ein.
Artikel 7 der Verfassung entnimmt man, dass die Staatsmacht aus Legislative, Exekutive und Judikative besteht. Diese sind gemäß der Verfassungsvorschriften wechselwirkend und unabhängig im Rahmen ihrer Befugnisse.

## Verfassungsgericht
Zur Verfassungsbewahrung und für Verfassungsbeschwerden wurde am 4. Juli 1998 ein Verfassungsgericht gebildet, das die Möglichkeit der Individualklage bietet. Es besteht aus neun Richtern. 
Zu den Quellen des Verfassungsrechts gehören auch Gesetze und Rechtsakte des Präsidenten, des Parlaments und der Regierung Aserbaidschans.

## Referendum 2009
Am 18. März 2009 wurde ein Referendum zu vorgeschlagenen Verfassungsänderungen angenommen. Es bestimmt, dass die Amtszeit des Präsidenten nicht mehr auf zwei Amtsperioden begrenzt sein soll und in Zeiten (nicht näher erläuterter) „militärischer Operationen“ bis zu deren Ende verlängert werden kann. 
Das Auswärtige Amt beschreibt die Vorgänge: Im Vorfeld des Referendums kam es zu Verhaftungen von oppositionellen Aktivisten, die Unterschriften für die Begrenzung der Amtszeit des Präsidenten sammeln wollten, sowie zu Einschüchterungsmaßnahmen von Bürgern, die solche Dokumente unterzeichnet hatten. Opposition und Beobachter äußerten Zweifel an der offiziellen Wahlbeteiligung von 71 Prozent.